# Edmundo Luis Flavio Abastoflor Montero
Edmundo Luis Flavio Abastoflor Montero es un arzobispo católico que ejerce su ministerio episcopal en la Arquidiócesis de La Paz. Desde el 23 de mayo de 2020 es el Arzobispo Emérito de la Paz.

## Biografía

### Nacimiento
Nació en Sucre el 15 de diciembre de 1943.

### Sacerdote
Fue ordenado presbítero el 10 de junio de 1967.

### Obispo

#### Nombramiento como Obispo de Potosí
Fue elegido Obispo de Potosí el 6 de octubre de 1984, por Juan Pablo II.

#### Consagración
Fue ordenado obispo el 13 de abril de 1985.

##### Obispo consagrantes
- Consagrante principal:
  - Cardenal José Clemente Maurer, C.Ss.R. † (cardenal-sacerdote de Santissimo Redentore e San Alfonso en el centro histórico)
- Principales Co-consagrantes:
  - Mons. Luis Aníbal Rodríguez Pardo † (Arzobispo de Santa Cruz de la Sierra)
  - Mons. René Fernández Apaza † (Arzobispo de Sucre)

#### Nombramiento como Arzobispo de La Paz
El 31 de julio de 1996 fue promovido a Arzobispo de La Paz por el Papa Juan Pablo II.

##### Toma de posesión
Fue posesionado el 29 de septiembre del mismo año. 

#### Otros cargos
En 1999 fue nombrado Miembro del Consejo Administrativo de la Fundación «Populorum Progressio» cargo que desempeña hasta la fecha.

## Sucesión de cargos como obispo
| Predecesor: Mons. Bernardo Leonardo Fey Schneider | III Obispo de Potosí Desde el 6 de octubre de 1984 hasta el 31 de julio de 1996 | Sucesor: Mons. Walter Pérez Villamonte |
| Predecesor: Mons. Luis Sáinz Hinojosa             | IV Arzobispo de La Paz 31 de julio de 1996 - 23 de mayo de 2020                 | Sucesor: Percy Lorenzo Galván Flores   |